# Reiseabbruchversicherung
Die Reiseabbruchversicherung zählt zu der Gruppe der Reiseversicherungen und ersetzt die entstehenden Mehrkosten, wenn man wegen vorzeitiger Rückreise aus triftigem Grund bereits bezahlte Reiseleistungen nicht in Anspruch nehmen kann oder wenn man zu einem verlängerten Aufenthalt gezwungen ist.

## Haftungs-Bedingungen
Die Reiseabbruchversicherung haftet meist nur dann, wenn ein triftiger Grund für den Abbruch der Reise bei der versicherten Person eingetreten ist. Mögliche Gründe, die hierfür in Frage kommen, sind:
- schwerer Unfall des Versicherten oder eines nahen Angehörigen
- unerwartete schwere Erkrankung des Versicherten oder eines nahen Angehörigen
- Tod eines nahen Angehörigen
- Unverträglichkeit nach einer Impfung
- Verlust und Aufnahme eines Arbeitsplatzes
- unvorhersehbare Komplikationen bei einer Schwangerschaft
- Schaden am Eigentum der versicherten Person durch Feuer, Explosion, Elementarereignisse oder vorsätzliche Straftat eines Dritten, sofern der Schaden erheblich ist oder sofern die Anwesenheit der versicherten Person zur Aufklärung erforderlich ist.

Dabei gibt es insbesondere bei Erkrankungen bestimmte Maßstäbe, die von der Versicherung angelegt werden. Als Grundsatz gilt, dass ein Reiseabbruch aus Krankheitsgründen dann angemessen ist, wenn die geplanten Aktivitäten während der Reise bzw. die gewünschte Erholung nur noch zu einem geringen Teil möglich sind.
Darüber hinaus akzeptieren viele Versicherer neben einer schweren Erkrankung als Abbruchgrund der Reise auch einen schweren Unfall oder den Tod von nahen Angehörigen zu Hause.

## Relevanz
Während bei Reisen ins Ausland der Abschluss einer Reisekrankenversicherung in jedem Fall empfohlen wird, raten viele Reiseveranstalter vermehrt auch zum Abschluss einer Reiserücktrittskostenversicherung. Einige Anbieter bieten den Schutz einer Abbruchversicherung nur in Kombination mit einer Reiserücktrittskostenversicherung an, andere auch solo. Versichert sind in der Regel Ereignisse, die auch im Rahmen der Reiserücktrittskostenversicherung abgesichert sind. Das Fortsetzen der Reise muss „unzumutbar“ sein. Eine bloße Unterbrechung der Reise (z. B. die krankheitsbedingte Nicht-Teilnahme an einem Landgang während der Kreuzfahrt) fallen nicht unter den Schutz einer Abbruchversicherung für die Reise. Im Gegensatz zur Reiserücktrittsversicherung kann die Reiseabbruchversicherung noch bis zum Antritt der Reise abgeschlossen werden.